# Esquirol llistat de Uinta
L'esquirol llistat de Uinta (Neotamias umbrinus) és una espècie de rosegador de la família dels esciúrids. És endèmica dels Estats Units. Formalment conegut com a Tamias umbrinus, estudis filogenètics han demostrat que és prou diferent de l'esquirol llistat de l'Est americà com per ser ubicat en un gènere separat, Neotamias . Els mateixos estudis també han suggerit que l'esquirol llistat de Palmer en realitat pot ser una subespècie d'esquirol llistat de Uinta, tot i que els dos estan sent generalment considerats com a espècies separades.